# Philip Freneau
Philip Morin Freneau (n. 2 ianuarie 1752 - d. 18 decembrie 1832) a fost un poet american.
A mai avut și alte ocupații: căpitan de vas, gazetar, editor de jurnal.
Pentru versurile sale militante, de înaltă conștiință civică și politică, a fost supranumit
Poetul Revoluției Americane.

## Opera
- 1772: Poem despre uriașa glorie a Americii ("A Poem on the Rising Glory of America")
- 1779: Casa nopții ("The House of Night")
- 1786: Trifoiul sălbatic ("The Wild Honeysuckle").

1. ↑  Autoritatea BnF, accesat în 10 octombrie 2015